# Pond Creek (Oklahoma)
Pond Creek – miasto w Stanach Zjednoczonych, w stanie Oklahoma, w hrabstwie Grant.